# Paul Bowser
Paul Forbes Bowser, född 28 maj 1886, död 17 juli 1960 i Boston, var en amerikansk professionell fribrottnings promotor som var aktiv från 1920-talet till 1950-talet i Boston.